# Thomas Salvador
Pour les articles homonymes, voir Salvador (homonymie).
Thomas Salvador est un réalisateur, scénariste et acteur français né en 1973 à Paris.

## Biographie
Thomas Salvador, alpiniste et acrobate, réalise son premier court métrage en 1997. 
Il signe cinq autres courts métrages, dont il est le principal acteur, tout en travaillant comme régisseur et assistant réalisateur sur divers films. Il anime également de nombreux ateliers de réalisation vidéo avec des élèves de collège et de lycée et intervient pour les dispositifs nationaux « Collège au cinéma » et « Lycéens et apprentis au cinéma ».
En 2000, il est danseur pour le spectacle Ici, cette fois-ci de Julie Desprairies.
Il réalise en 2004 un court documentaire dans le cadre de la collection Portraits pour Arte : Dans la voie. Portrait d'un guide au travail tourné en haute montagne avec l’alpiniste Patrick Berhault. 
En 2006, pensionnaire à la Villa Médicis (Académie de France à Rome), il y tourne plusieurs films vidéo, dont Rome. Il réalise également une vidéo et une performance dans le cadre de La dernière Major de Serge Bozon au Centre Georges-Pompidou (novembre 2010). 
Ses courts métrages ont fait l’objet de rétrospectives dans diverses manifestations : Rendez-vous du jeune cinéma français (Moscou et Saint Pétersbourg, 2011) ; Focus du Festival Côté Court (Pantin, juin 2010) ; Rétrospective Jacques Tati (Cinémathèque Française, avril 2009) ; Nuit des musées (Musée Rodin, mai 2007) ; Soirée pointligneplan (Fémis, janvier 2007)...
En 2013, il commence le tournage de Briques, un film improvisé en équipe légère, qu’il suspend pour réaliser son premier long métrage Vincent n'a pas d'écailles.

## Filmographie

### Courts métrages
- 2000 : Une rue dans sa longueur
- 2001 : Là ce jour
- 2003 : Petits pas
- 2004 : Dans la voie. Portrait d'un guide au travail, documentaire
- 2005 : De sortie
- 2006 : Autoportrait romain (Court-circuit, Arte)
- 2009 : Rome
- 2010 : Leçons de cinéma (Arte.tv/blowup)[4]

### Longs métrages
- 2014 : Vincent n'a pas d'écailles
- 2022 : La Montagne

## Distinctions

### Récompenses
2009 : Rome
- Prix du GNCR - Festival Côté Court de Pantin

2006 : De sortie
- Prix Jean Vigo 2006
- Prix de qualité CNC
- Bayard d’or compétition internationale au Festival international du film francophone de Namur
- Prix du public au Festival du film de Vendôme
- Grand prix du jury - Festival 5 jours tous courts de Caen
- Prix d’interprétation - Festival 5 jours tous courts de Caen
- Prix d’interprétation - Festival Paris Tout Court de Paris
- Prix de la presse - Festival Côté Court de Pantin
- Prix spécial de la presse - Festival du court métrage en plein air de Grenoble
- Prix spécial du Jury Lycéen - Festival Cinessonne

2003 : Petits Pas
- Quinzaine des Réalisateurs (Cannes 2003)
- Grand prix du jury - Festival Entrevues de Belfort
- Grand prix du jury - Festival du film de Vendôme

2000 : Une rue dans sa longueur 
- Grand Prix du jury - Festival Entrevues de Belfort
- Prix de qualité du CNC

### Nomination
- 21e cérémonie des prix Lumières 2016 : nominations pour le Prix Heike Hurst du meilleur premier film pour Vincent n'a pas d'écailles